# Perham (Maine)
Perham – miasto w Stanach Zjednoczonych, w stanie Maine, w hrabstwie Aroostook.